# Indymedia

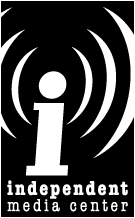
Indymedia-logo

Indymedia is een netwerk van nieuwssites, opgericht en onderhouden door een wereldwijd netwerk van media-activisten. Indymedia zegt zelf onafhankelijk te zijn van formele machtsinstituten zoals de staat en het is vrij van commercie. Onduidelijk is echter wie Indymedia financiert en welke personen of instanties erachter zitten.
Iedereen met internettoegang kan in principe zelf nieuws op Indymedia publiceren, dankzij een open-publicatiemethode. Eenmaal gepubliceerde artikelen kunnen enkel door de redactie van Indymedia worden bewerkt of verwijderd. Door de open publicatie wil Indymedia een andere kijk bieden op de wijze waarop nieuws tot stand komt en gecommuniceerd wordt. In oktober 2003 waren er wereldwijd meer dan 125 Indymedia-sites. De Nederlandstalige websites omvatten Indymedia-Nederland, Indymedia-België (tweetalig), Indymedia-West-Vlaanderen, Indymedia-Oost-Vlaanderen en Indymedia-Antwerpen.

## Structuur en politiek
Indymedia komt naar eigen zeggen voort uit de behoefte van activisten om zelf nieuws te brengen over onderwerpen als globalisering, wereldcrisis en andere thema's die in hun ogen in de traditionele media te weinig ruimte krijgen. Die andere thema's waarover veel op Indymedia gepost wordt, zijn onder andere kraken, vredesacties en antimilitarisme, (anti)racisme, mensenrechten, dierenrechten, natuur en milieu, wanbeleid van multinationals en media. Op Indymedia verschijnt vooral nieuws met een volgens Indymedia progressieve of politiek linkse invalshoek.
De websites van Indymedia zijn in essentie een infrastructuur die, op een eenvoudige en relatief toegankelijke manier, gelegenheid bieden om nieuws te publiceren. Het is, naar eigen zeggen, afwijkend van conventionele media en journalistiek, zoals de meeste kranten en televisie, die volgens Indymedia gebaseerd zijn op een sociaal-geconstrueerd onderscheid tussen producenten (journalisten, drukkerijen, studio's) en consumenten (lezers, televisiekijkers) van nieuws, met een duidelijke scheiding van de functies. De Indymedia-websites worden wel gemodereerd, maar het is onduidelijk door wie en welke beleidslijn hier precies gehanteerd wordt. Een redactieteam filtert bijdrages op hun relevantie en nieuwswaarde (waarbij artikelen soms in de rubriek non-nieuws komen) en vat nieuwsbijdrages over hetzelfde onderwerp samen in features of redactionele overzichtsartikelen. De redacties zouden volgens de Principles of Unity van het Indymedia-netwerk zo open mogelijk moeten functioneren, bijvoorbeeld door het gebruik van openbare e-maillijsten. Hierbij wordt een mogelijke wens tot onbekend blijven van posters en andere medewerkers gehonoreerd. Dit maakt het in de praktijk niet altijd duidelijk wie de redactieleden zijn of hoe beslissingen genomen werden, als die er al zijn.
Indymedia is in naam een do-it-yourself-website en gaat naar eigen zeggen uit van samenwerking, vrijheid, autonomie en basisdemocratie, als tegengesteld aan principes die de normale pers zou gebruiken, als concurrentie, commodificatie, hiërarchie en loonarbeid.

Nieuwsbijdrages zijn in principe vrij voor hergebruik door non-profit-media en er wordt gebruikgemaakt van vrije software.
Indymedia is een project gebaseerd op andersglobalisme en omvat de diverse politieke stromingen die hiermee verbonden zijn. Er werken zowel kerken, syndicalisten als anarchistische groepen mee samen. Indymedia op zichzelf is in principe apolitiek, al kunnen de medewerkers diverse politieke en religieuze overtuigingen hebben.
De meewerkende activisten vinden dat Indymedia media opener en toegankelijker maakt, en dat deze openheid en toegankelijkheid ervoor zorgt dat deze niet voorbehouden blijft aan professionals.

## Geschiedenis
Het eerste Indymediacentrum dat gebruik maakte van open publicatie werd geopend in Seattle tijdens de acties van de anti/anders-globaliseringsbeweging tegen de ministeriële top van de Wereldhandelsorganisatie WTO, eind 1999.

## Problemen
Hoewel het publiceren op Indymedia relatief eenvoudig is, zijn er wel spelregels waaraan een publicatie moet voldoen. Publicaties die niet aan de spelregels voldoen, worden verwijderd. Deze spelregels kunnen per Indymedia verschillen. In de ogen van de moderatoren racistische bijdrages worden verwijderd op zo goed als alle Indymedia's, maar bijdrages die het auteursrecht schenden lang niet overal. In de VS of in het Verenigd Koninkrijk besteedt men minder aandacht aan auteursrechtenschendingen.
Er is een algemeen conflict tussen de 'free speech' die de Indymedias zeggen te verdedigen en 'moderatie'. Op een aantal Indymedia's wordt niet veel verwijderd of verborgen gezet, omdat hiermee de vrije meningsuiting in het geding zou komen. De moderatie blijft dan beperkt tot een ingrijpen bij al of niet kwaadwillend verkeerd gebruik van de site.
Daarnaast zijn op de verscheidende Indymedia's allerhande samenzweringstheorieën te vinden, die door sommige gebruikers gepost worden. Deze hebben soms ook racistische inhoud. De manier waarop redacties hiermee omgaan verschilt, maar zij worden meestal verwijderd of verborgen gezet.
Indymedia-Nederland en Indymedia-België zeggen deze resoluut te verwijderen, waarbij beide zelf bepalen welke theorieën op samenzweringen berusten en welke reëel zijn. De andere Belgische Indymedia's hebben hierover geen standpunt opgegeven en beoordelen (zo er al beoordeeld dient te worden) de artikelen op hun feitelijk materiaal: het plaatsen van theorieën is bij hen de vrijheid van de gebruiker.
Maar op bijvoorbeeld de newswire van indymedia.org verschijnt dit type posting die op of over het randje zijn met regelmaat en wordt er veel minder streng gemodereerd. Dit komt doordat bij de centrale Indymedia-website, die in de VS wordt gehost, het principe van zelfregulering zwaarder weegt; gebruikers worden geacht elkaar te wijzen op het waarheidsgehalte van een posting. Bezoekers en gebruikers moeten volgens die ideologie voor zichzelf uitmaken wat ze voor waar aannemen.

### Antizionisme en antisemitisme
Ook laat bijvoorbeeld het conflict in het Midden-Oosten tussen Israëliërs en Palestijnen zijn sporen achter op Indymedia. Zowel aanhangers van het zionisme als degenen die de onafhankelijkheidsstrijd van de Palestijnen ondersteunen, gebruiken de Indymedia-newswires om de tegenstander in diskrediet te brengen.
De vergelijking van zionisten met nazi's heeft ertoe geleid dat de Engelstalige newssearch van Google Indymedia heeft verwijderd uit haar database. Dit geldt niet voor de algemene zoekfunctie. Anderstalige nieuwszoekmachines van Google, zoals de Italiaanse en Duitse, hebben Indymedia wel in hun database, omdat de redacties van de Italiaanse en Duitse Indymedia's strenger optreden. Op de Nederlandstalige Google News worden alleen resultaten van indymedia.be getoond.
Ook Indymedia-Nederland heeft veel last gehad van dit soort postings. Het Meldpunt Discriminatie Internet dreigde met een rechtszaak wegens antisemitisme op de website. Indymedia-NL zegt sinds de zomer van 2002 veel harder op te treden en claimt dat antisemitische bijdrages in de postings niet meer in het archief te vinden zijn. Ook ongenuanceerde discussies worden in het algemeen door de redactie niet langer geaccepteerd.
Wel heeft Indymedia Nederland nog lang naweeën van de beschuldigingen ondervonden met onder andere negatieve publicaties in de Volkskrant en op de VPRO-radio in mei 2003. Ook zijn sommigen van mening dat op Indymedia harde of ongenuanceerde kritiek op de staat Israël niet toegestaan zou mogen zijn. Zij beschouwen dat als antisemitisme.
Op Indymedia België werden controversiële spotprenten van de Braziliaan Carlos Latuff getoond. Toen een (Belgische) redacteur van Indymedia Frankrijk uitspraken deed die de Holocaust leken te bagatelliseren, droeg dit bij aan het einde van de Franse site.

## Rechtszaken
Diverse rechtbanken hebben al hun oordeel gegeven over de werking van Indymedia. De rechtszaak van Deutsche Bahn tegen Indymedia-NL van juni 2002 is berucht, omdat rechter Orobio de Castro het linken naar bepaalde pagina's verboden verklaarde. Indymedia-NL verloor de rechtszaak. Vanwege een gebrek aan geld heeft zij geen hoger beroep aangetekend.
Ook Indymedia-Zwitserland heeft een beruchte rechtszaak achter de rug. De Braziliaanse politiek tekenaar Latuff had een cartoon over Israël op de website geplaatst, die door de Zwitserse organisatie Aktion Kinder des Holocaust als antisemitisch werd beschouwd. Indymedia-Zwitserland won de rechtszaak omdat de cartoonist met de politieke tekening de Israëlische bezettingspolitiek ter discussie stelde en niet het bestaansrecht van Joden in twijfel trok. De rechtbank stelde: Het onderwerp is niet een zekere karakterisering van joden, maar hun methodes in het huidige conflict. De constitutionele gelijkheid van joden als menselijke wezens wordt hiermee niet ontkend.
Indymedia-België kwam ook ter sprake in het Belgisch parlement naar aanleiding van een publicatie over het mogelijk fascistische verleden van Soetkin Collier, die namens België uitgevaardigd zou worden voor het Eurovisiesongfestival. In het parlement werd toen door de CD&V het onzorgvuldig werk van de staatsveiligheid aangekaart. De advocaat van Collier dreigde met een rechtszaak die nooit doorgang vond omdat de anonieme beschuldigingen op de website werden ingetrokken.

## Discussies
Sommige bezoekers van Indymedia vinden dat het Indymedia netwerk niet zo vrij en onafhankelijk is als het claimt te zijn omdat er sprake is van censuur op sommige lokale zelfstandige afdelingen zoals het tweetalige Indymedia-België, Indymedia-Nederland, Indymedia-West-Vlaanderen, Indymedia-Oost-Vlaanderen, Indymedia-Antwerpen en Indymedia-Liège.
Sind juni 2005 wordt Indymedia België (indymedia.be) niet meer vermeld op de lijst van Indymedia's welke op elke Indymedia-site te vinden is wegens klachten over haar verbondenheid met AanZet  en subsides van de Vlaamse overheid.

### België
Zo werd er rond de verkiezingen voor een nieuw parlement in 2003 op Indymedia-België de discussie gevoerd of deelnemen aan de verkiezingen zinnig was. Een vaste medewerker van Indymedia-België stond op de lijst van RESIST. Het indymedia.be collectief maakte een langdurige evaluatie van deze keuze. Ze besloten zich resoluut te richten op het brede middenveld. Dat ging niet zonder de nodige problemen. Sommige medewerkers verkozen het om een meer radicaal links nieuwsmedium te blijven maken, al dan niet met een duidelijk anarchistisch profiel. Dat leidde tot een breuk in het Belgische Indymedia, een aantal mensen richtten lokale Indymedia's op. Het Belgische Indymedia is zich sinds 2003 breder gaan oriënteren, met een grotere diversiteit aan thema's en onderwerpen. Ook de pamfletachtige stijl die heel wat alternatieve media typeert, werd achterwege gelaten door het nationaal collectief.
Indymedia-België werkt veel samen met grote groepen van linkse signatuur of neutralere organisaties. Groepen die meer praktisch samenwerken zijn: ABVV, ACV, PVDA/PTB, GROEN, Socialistische Partij Anders, ECOLO, BBL, Holebi federatie, Oxfam International, INTALL, 11.11.11, Regards Croisés. Er is zelfs een uitwisseling met Kerknet.be.
Volgens een aantal mensen van Indymedia verscheen er op politics.be en een aantal fora van Vlaams Blok aanwijzingen over manieren waarop men de website van Indymedia België kon saboteren. Openpublish en de commentaarfunctie maken misbruiken gemakkelijk. Van 1 juli tot 31 augustus 2003 sloot men de commentaarfunctie. Niet iedereen van het collectief was het hiermee eens.

### Ruis
Hoe een redactie van Indymedia omgaat met publicaties die verschillen van de gangbare bijdrages, kan per Indymedia-site verschillen. De website van Indymedia-Nederland heeft bijvoorbeeld een 'ruispagina' of openposting-pagina waar bijdrages die de redactie niet 'nieuwswaardig' vindt voor de gangbare Indymedia-bezoekers, naartoe verplaatst worden. In 2004 werd deze pagina aangeduid met "non-nieuws". De redactie plaatste bijdragen daarheen die volgens de redactie niets te maken zouden hebben met gangbare thema's van Indymedia en voor 'slechte discussiebijdrages'. De redactie bepaalde hierbij wat wel of geen nieuwsbijdrages zijn. Een alternatief hiervoor was een puntensysteem, waarbij gebruikers zelf mochten bepalen wat er met de publicatie moest gebeuren.
Ook heeft de Indymedia-Nederland-redactie weleens besloten 'rechtse bijdrages' op de newswire te laten staan, indien die publicaties aan de spelregels voldoen. De redactie van Indymedia-NL zou volgens sommige gebruikers daarom te weinig censuur plegen.
Indymedia Antwerpen, Indymedia West-Vlaanderen en Indymedia Oost-Vlaanderen kennen ook een gedeelte met afgekeurde paginas, die daar 'verborgen' wordt genoemd. Indymedia Antwerpen heeft bij elk 'verborgen' bericht een motivatie staan.
Op Indymedia-België worden publicaties verwijderd zonder opgave van redenen. Ook worden publicaties van personen die bekendstaan als 'fascist', en van andere ongewenste personen routinematig verwijderd ongeacht de inhoud. Ook commentaren die sterk afwijken van de gangbare opinie binnen Indymedia worden vaak zonder uitleg gecensureerd.
Daarnaast vindt moderatie op de Nederlandse en Belgische Indymedia websites ook plaats bij nieuwsaanvullingen die bedoeld zijn als discussiebijdrage. Die worden beschouwd als ruis.

## Betrouwbaarheid
Omdat iedereen met internettoegang op Indymedia kan publiceren, zijn er twijfels over de betrouwbaarheid van publicaties. Indymedia-Nederland heeft bijvoorbeeld een disclaimer, die stelt dat de redactie de waarheid van publicaties niet kan garanderen.
Bovendien wordt in discussies hierover erop gewezen dat betrouwbaarheid van publicaties op het internet en andere media een algemeen probleem is, vooral in tijden dat nieuws snel een hype kan worden. Onjuiste en/of gekleurde verslaggeving is ook bijvoorbeeld in de krant of op de televisie een dagelijks verschijnsel.
Aan de andere kant stelt Indymedia dat open publicatie juist tot een hoger waarheidsgehalte kan leiden. Zo kunnen beweringen en feiten door de mogelijkheid om nieuwsaanvullingen onder een bericht te plaatsen, snel weerlegd of genuanceerd worden. Sceptici wijzen er dan weer op dat het doorgaans weerleggingen zijn die het eerst gecensureerd worden, zodat in de praktijk Indymedia niet veel verschilt van een propagandasite. En groot deel van de nieuwsvergaring gebeurt echter door fotografisch materiaal dat moeilijk te weerleggen valt.
De verslaggeving bij grote protesten bestaat uit gedetailleerde informatie over ontwikkelingen tijdens acties rond onder andere internationale topconferenties van de regeringsleiders. Doordat Indymedia-verslaggevers vaak zelf deelnemen aan de protesten kan de verslaggeving gekleurd zijn, of juist nauwkeuriger dan op gangbare nieuwsmedia. De verslaggeving over de ontruiming van het Haagse kraakpand De Blauwe Aanslag in oktober 2003 was op Indymedia Nederland volgens sommigen accurater dan verslaggeving in de gangbare media, vooral dankzij de openpublicatie-functie.
Ook bij kleinere gebeurtenissen kan een Indymedia nauwkeuriger zijn dan de gevestigde media.
De onrechtmatige samenwerking tussen openbaar vervoer en politie in Antwerpen in december 2005 werd openbaar gemaakt via Indymedia en dat vond weerklank tot in het Belgische parlement. Kort hierna werd ten gevolge van deze berichtgeving de actie stilgelegd.
Het brutale politieoptreden gericht tegen de nabestaanden van de racistische moord op Oulematou Niangadou en Luna Drowart op 14 mei 2006 werd op Indymedia Antwerpen aangeklaagd terwijl andere media berichtten over baldadigheden. Twaalf uur later wijzigden de gedrukte pers en tv hun berichtgeving in overeenstemming met Indymedia.